# Родеж
Родеж (словен. Rodež) је насељено место у општини Загорје об Сави, Засавска регија, Словенија.

## Историја
До територијалне реорганизације у Словенији био је у саставу старе општине Загорје об Сави.

## Становништво
У попису становништва из 2011. године, Родеж је имао 45 становника.
| Број становника према пописима | Број становника према пописима | Број становника према пописима |
| ------------------------------ | ------------------------------ | ------------------------------ |
| 1991                           | 2002                           | 2011                           |
| 41                             | 47                             | 45                             |

Напомена: Године 1952. повећано за насеље Кленовик, које је укинуто. Године 1999. умањено за део насеља који је припојен насељу Шклендровец.